# 娜莎莉·德·弗里斯
娜莎莉·德·弗里斯（Nathalie de Vries，阿平厄丹，1965年10月28日—)是荷兰建筑师、讲师和城市规划专家。 在1993年她和韦尼·马斯和雅各布·凡·里斯一起设立了MVRDV建筑事务所。她早期的作品有荷兰公共广播总部（Villa VPRO）和老年住宅Wozoco, 均位于荷兰，给她带来了国际声誉并且建立了MVRDV在国际建筑界的地位。

## 生平
在完成代尔夫特理工大学的学习之后，她开始在荷兰事务所Mecanoo工作。 她在世界各地开始讲座和教学，并担任国际竞赛评委。 她在柏林工业大学担任过客座教授(2002-2004)，并于2005年在芝加哥的伊利诺伊理工学院担任摩根斯坦访问学者。 她还在 鹿特丹的贝尔拉格学院，阿纳姆美术学院和代尔夫特理工大学教学。 在2013年，她成为德国杜塞尔多夫艺术学院的教授。

## MVRDV（建筑事务所）
在1991年，她和韦尼·马斯和雅各布·凡·里斯一起成立了MVRDV工作室（工作室名来源于三个创始人的姓名首字母），在建筑、城市和景观领域进行设计和研究。有关鹿特丹光城市化研究，荷兰公共广播总部（VPRO）和阿姆斯特丹的老年公寓Wozoco——该项目赢得了荷兰建筑师协会的J.A.范埃克奖——给MVRDV带来了大量的客户，为工作室赢得国际声誉。 今天，该工作室积极参与在世界各地的许多项目。 MVRDV还设计了汉诺威2000年世界博览会的荷兰馆，西班牙的Logrono生态城，东京的“漩涡”购物中心和许多其他项目。

## 其他经历
从1999年到2005年，她是荷兰建筑基金的董事会成员（1999/2005）。她还是萨尔茨堡设计委员会的成员（奥地利，2003/2006），自2004年以来她同时是荷兰建筑杂志《绿洲》（Oase）的董事会成员。 从2005年到2008年，娜莎莉·德·弗里斯是代表ProRail/NS（荷兰国家铁路公司）的国家铁路建筑师。 她最近还加入了格罗宁根博物馆的监督委员会。 娜莎莉·德·弗里斯已和雅各布·凡·里斯结婚。 他们生活在荷兰的鹿特丹， 有两个女儿。娜莎莉·德·弗里斯是少有的合作领导国际建筑公司的女性。其他人还有是扎哈·哈迪德，法兰馨·侯班和法西德·穆萨维（Farshid Moussavi）。

## 出版
- FARMAX(010出版社，鹿特丹，1999)
- 元城市/数据城市Metacity/Datatown(010出版社，鹿特丹，1999)
- 阅读MVRDVReading MVRDV(NAi出版社，鹿特丹，2003)
- Spacefighter The evolutionary city game (Actar，巴塞罗那，2005) （页面存档备份，存于）
- KM3 EXCURSIONS ON CAPACITIES (Actar，巴塞罗那，2006) （页面存档备份，存于）